# Roy Rappaport
Roy Abraham Rappaport (1926–1997) foi um antropólogo estadunidense conhecido por suas contribuições ao estudo antropológico do ritual e à antropologia ecológica.

## Carreira
Rappaport nasceu na cidade de Nova Iorque em 25 de março de 1926. Ele recebeu seu Ph.D. na Universidade de Columbia e ocupou um cargo efetivo na Universidade de Michigan.
Uma de suas publicações, Pigs for the Ancestors: Ritual in the Ecology of a New Guinea People (1968), é um relato ecológico do ritual entre os Tsembaga Maring da Nova Guiné. Este livro é frequentemente considerado o trabalho mais influente e mais citado na antropologia ecológica (ver McGee e Warms 2004). Nesse livro, e elaborado em outro lugar, Rappaport cunhou a distinção entre o ambiente conhecido de um povo e seu ambiente operacional, ou seja, entre como um povo entende os efeitos de suas ações no mundo e como um antropólogo interpreta o ambiente por meio de medição e observação. Rappaport atuou como presidente do Departamento de Antropologia da Universidade de Michigan. Ele também foi ex-presidente da American Anthropological Association.
Rappaport morreu em Ann Arbor, Michigan, em 9 de outubro de 1997.

## Publicações
- Biersack, Aletta. (1999) "Introduction: From the "New Ecology" to the New Ecologies."  American Anthropologist 101.1; 5–18.
- Hart, Keith and Conrad Kottack. (1999) "Roy A. "Skip Rappaport." American Anthropologist 101.1; 159–161.
- Hoey, Brian, and Tom Fricke. "From Sweet Potatoes to God Almighty: Roy Rappaport on Being a Hedgehog", American Ethnologist 34.3 581–599.
- McGee, R. Jon and Richard L. Warms (2004)  Anthropological Theory: An Introductory History. New York: McGraw Hill.
- Knight, C. 1998. Ritual/speech coevolution: a solution to the problem of deception. In J. R. Hurford, M. Studdert-Kennedy and C. Knight (eds), Approaches to the Evolution of Language: Social and Cognitive Bases. Cambridge: Cambridge University Press, pp. 68–91.
- Knight, C. 1999. Sex and language as pretend-play. In R. Dunbar, C. Knight and C. Power (eds), The Evolution of Culture. Edinburgh: Edinburgh University Press, pp. 228–247.
- Rappaport, R.A. (1968) Pigs for the Ancestors. New Haven: Yale University Press.
- Rappaport, R.A. (1979) Ecology, Meaning and Religion. Richmond: North Atlantic Books.
- Rappaport, R.A. (1984) Pigs for the Ancestors. 2nd edition. New Haven: Yale University Press. (Reissued Long Grove, IL: Waveland Press, 2000)
- Rappaport, R.A. (1996) "Risk and the Human Environment." The Annals of the American Academy of Political and Social Science.
- Rappaport, R.A. (1999)  Ritual and Religion in the Making of Humanity. Cambridge: Cambridge University Press.